# Eggenstein-Leopoldshafen
Eggenstein-Leopoldshafen è un comune tedesco di 15 896 abitanti (2013), situato nel land del Baden-Württemberg.